# 飯田建彦
飯田 建彦（いいだ たけひこ、1968年6月8日 - ）は、日本のミュージシャン。作曲家、作詞家、編曲家。静岡県出身。A型。

## 来歴
- 日本大学三島高校在学中に自身のリーダーバンド「TAG」を結成。VocalとGuitarを担当し、また、すべての曲の作詞・作曲を手がけ、LIVEを中心に活動する。
- 1991年11月25日、高河ゆん「オリジナル・アルバム 源氏」（創美企画）でメジャーデビュー。
- バンド解散後、SOLOプロジェクト用に50曲以上のDEMOテープを作る。
- 1994年12月16日、シングル「さぁ、顔を上げて!」（テイチク）でソロデビュー。
- 1995年 - 1996年3月まで、CS PCM Z-SKY「J-ROCK Z-DIRECTION」のパーソナリティを担当する。
- 1996年より、多数のアーティストの作曲を行っている。[1]

## 作曲担当
- SMAP
  - Jive

- KinKi Kids
  - 会いたいよ
  - It's All Right
  - 駅までは同じ帰り道
  - KinKiのやる気まんまんソング
  - 月光
  - スッピンGirl
  - ふらいんぐ・ぴーぷる '99
  - BABY LOVE
  - NEW HORIZON - 堂本光一
  - Jealous Train - 堂本光一

- V6
  - こんなんど－でしょ?!〜BRAND NEW MY SOUL〜

- 嵐
  - いま愛を語ろう
  - IROあせないで
  - 言葉より大切なもの
  - Deepな冒険
  - ナイスな心意気
  - Lucky Man
  - NA!NA!NA!

- タッキー&翼
  - 愛はタカラモノ
  - 約束-Last-
  - 約束〜World wing〜 - 今井翼
  - 約束〜Flowers Song〜 - 滝沢秀明

- NEWS
  - SHOCK ME
  - LOVE EMOTION
  - VIBRATION
  - HEAVEN

- テゴマス
  - キミ+ボク=LOVE?

- 関ジャニ∞
  - いつか、また...。
  - 果テナキ空

- KAT-TUN
  - DESTINY
  - SMILE
- Hey! Say! JUMP
  - My World

- Kis-My-Ft2
  - TRY AGAIN

- ジャニーズJr.
  - 罠
  - 今すぐに

- 少年隊
  - bite the LOVE
  - あのとき君を
  - Welcome to the party
  - 白日夢
  - TOUCH MYSELF
  - back to BACK
  - 狂いかけた歯車
  - Bad Luck,Good Luck
  - DESTINY

- AKB48
  - 黄金センター(team研究生)

- フレンチ・キス
  - If

- 下野紘
  - 愛しさが止まらない

- 関智一/保志総一朗
  - Blow up

- 堀江由衣/高橋美佳子/千葉紗子/白石涼子/伊藤静/長谷川静香/下野紘
  - 宝物

- 堀江由衣/高橋美佳子/千葉紗子/白石涼子/伊藤静/長谷川静香/下野紘/生天目仁美
  - 宝物〜Island Breeze〜

- 落合祐里香
  - 赤い鳥

- 貴水博之
  - LABYRINTH

- 千恵美
  - Tell Me Why〜ピアスはいらない

- 郷ひろみ
  - Shuffle

- (e)
  - 抱きしめたい
  - BABY☆SPECIAL
  - ALL RIGHT!

- ケリー・チャン
  - SILENT SCREAMER

- 原史奈
  - ONE

- コタニキンヤ
  - ス・パ・イ・ダー

- Sana
  - スキだよ

- Ya-Ya-Yah
  - 2 of Us
  - Never Stop the Music

- Qエッション?
  - Precious Memories
  - Holy Heaven

- TRF
  - Precious

- 長澤奈央
  - Real Life

- 今井ゆうぞう
  - ボクのそばに、キミのそばに

- パイナツプル
  - 急げメロス!

- どPーカン
  - カッコイイ天気